# NGC 67
NGC 67 és una galàxia el·líptica localitzada en la constel·lació d'Andròmeda. Va ser descoberta el 7 d'octubre de 1855 per R. J. Mitchell, qui la va descriure com "extremadament feble, molt petita, rodona". La galàxia pertany al grup NGC 68, que també conté les galàxies NGC 68, NGC 69, NGC 70, NGC 71, NGC 72, i possiblement a NGC 74.

## Controvèrsia de galàxies objectiu
La posició de Mitchell situa la galàxia observada entre una el·líptica E3 i una el·líptica E5 en la vora del grup de galàxies, i cadascuna d'elles ha estat interpretada com l'original i la secundària. WikiSky enumera la galàxia rodona com la primària i l'allargada com PGC 138159, el navegador d'Objectes Profunds enumera l'allargat com NGC 67, NED enumera la mateixa galàxia que NGC 67 i NGC 67a. No obstant això, la base de dades d'objectes NGC de Courtney Seligman sosté que, atès que el desplaçament d'ubicació de NGC 67 és similar al de les altres galàxies en el grup, és probable que la galàxia allargada sigui l'objecte observat, i que el NGC 67a més rodó va ser catalogat com un estel. per Mitchell.